# John Hein
John C. Hein (New York, 27 gennaio 1886 – New York, 29 agosto 1963) è stato un lottatore statunitense.
Partecipò alle gare di lotta dei pesi mosca leggeri ai Giochi olimpici di Saint Louis 1904, dove riuscì a vincere la medaglia d'argento.

## Palmarès
In carriera ha conseguito i seguenti risultati:
- Giochi olimpici

St. Louis 1904: una medaglia d'argento nella lotta libera categoria pesi mosca leggeri.